# Otto Brauneck
Otto Brauneck (* 27. Februar 1896 in Sulzbach/Saar; †  26. Juli 1917 bei Zonnebeke, Flandern) war ein deutscher Jagdflieger im Ersten Weltkrieg.

## Leben

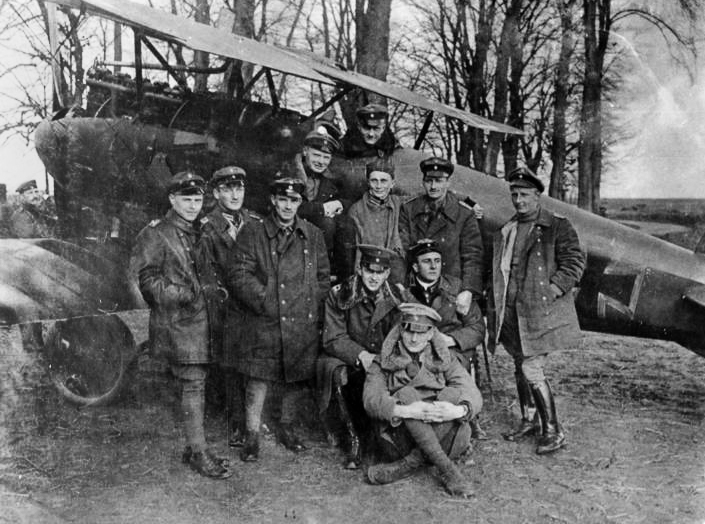
Im Doppeldecker: Manfred von Richthofen, rechts stehend Leutnant Otto Brauneck

Otto Brauneck wurde als Sohn des Sanitätsrats Hermann Brauneck geboren, er wuchs mit zwei Geschwistern in Sulzbach auf und besuchte dort die Schule. Seinen einjährigen Wehrdienst leistete er beim 7. Ulanen-Regiment „Großherzog Friedrich von Baden“ und studierte anschließend Architektur an der Technischen Hochschule Karlsruhe.
Bei Kriegsbeginn im Juli 1914 meldete er sich freiwillig zur Infanterie-Truppe der Preußischen Armee und wurde im Jahr darauf zur Fliegertruppe versetzt. Nach der Ausbildung in Schneidemühl (Provinz Posen) fand er Verwendung in der Fliegerabteilung 69 in Makedonien, wo er an der Salonikifront zwischen August 1916 und April 1917 vier Beobachtungsballons und drei Flugzeuge abschoss.
Am 14. Januar 1917 wurde er zur Jagdstaffel 25 versetzt und erhielt dort fünf Tage später das Ritterkreuz. Am 20. April 1917 wurde er von Manfred Freiherr von Richthofen („Roter Baron“) für dessen Jagdstaffel 11 angefordert.  Bei seinen Luftgefechten erzielte Brauneck dort drei weitere Siege. Er flog – ebenso wie von Richthofen – eine rot angestrichene Albatros D.III.
Am 26. Juli 1917 startete Brauneck zu seinem letzten Flug, bei dem er von einem englischen Piloten abgeschossen wurde. Sein Leichnam wurde nach Sulzbach überführt und kremiert. Wo die Urne beigesetzt wurde, ist nicht überliefert, das Gräberfeld für gefallene Soldaten des Ersten Weltkriegs auf dem Sulzbacher Friedhof gilt als wahrscheinlich.

## Rezeption
Jagdflieger genossen in der Zeit des Ersten Weltkriegs eine hohe Popularität und Brauneck gehörte zu den bekanntesten Vertretern dieser neuen Waffengattung, so wurden auch Ansichtskarten mit seinem Porträt verkauft und gesammelt.
Ein Brief, den er am 16. August 1916 an seine Eltern geschickt hatte, wurde in der von Philipp Witkop herausgegebenen Edition »Kriegsbriefe gefallener Studenten« veröffentlicht.
Kurz nach seinem 100. Todestag, am 29. Juli 2017, wurde zu seinen Ehren in Sulzbach ein Gedenkstein aufgestellt und in einer öffentlichen Feierstunde eingeweiht.

## Auszeichnungen
- 1916 Eisernes Kreuz I. und II. Klasse
- 19. Januar 1917 Ritterkreuz des Hausordens von Hohenzollern